# Église Saint-Sauveur d'Argenton-sur-Creuse
Pour les articles homonymes, voir Église Saint-Sauveur et Saint Sauveur.
L'église Saint-Sauveur d'Argenton-sur-Creuse est une église catholique française. Elle est située sur le territoire de la commune d'Argenton-sur-Creuse, dans le département de l'Indre, en région Centre-Val de Loire.

## Situation
L'église se trouve dans la commune d'Argenton-sur-Creuse, au sud du département de l'Indre, en région Centre-Val de Loire. Elle est située dans la région naturelle du Boischaut Sud. L'église dépend de l'archidiocèse de Bourges, du doyenné du Val de Creuse et de la paroisse d'Argenton-sur-Creuse.

## Histoire
Si la première pierre de ce bâtiment a sans doute été posée au XIIIe siècle, pendant les travaux de construction de la ville basse, l'édifice que l'on peut admirer de nos jours remonte, quant à lui, au XVe siècle. À cette époque, Saint-Sauveur est une annexe de l'église paroissiale Saint-Étienne. En témoigne son beau clocher-porche de style néogothique (1863) qui, surplombé d'une remarquable flèche ajourée, mesure 50 mètres de haut.

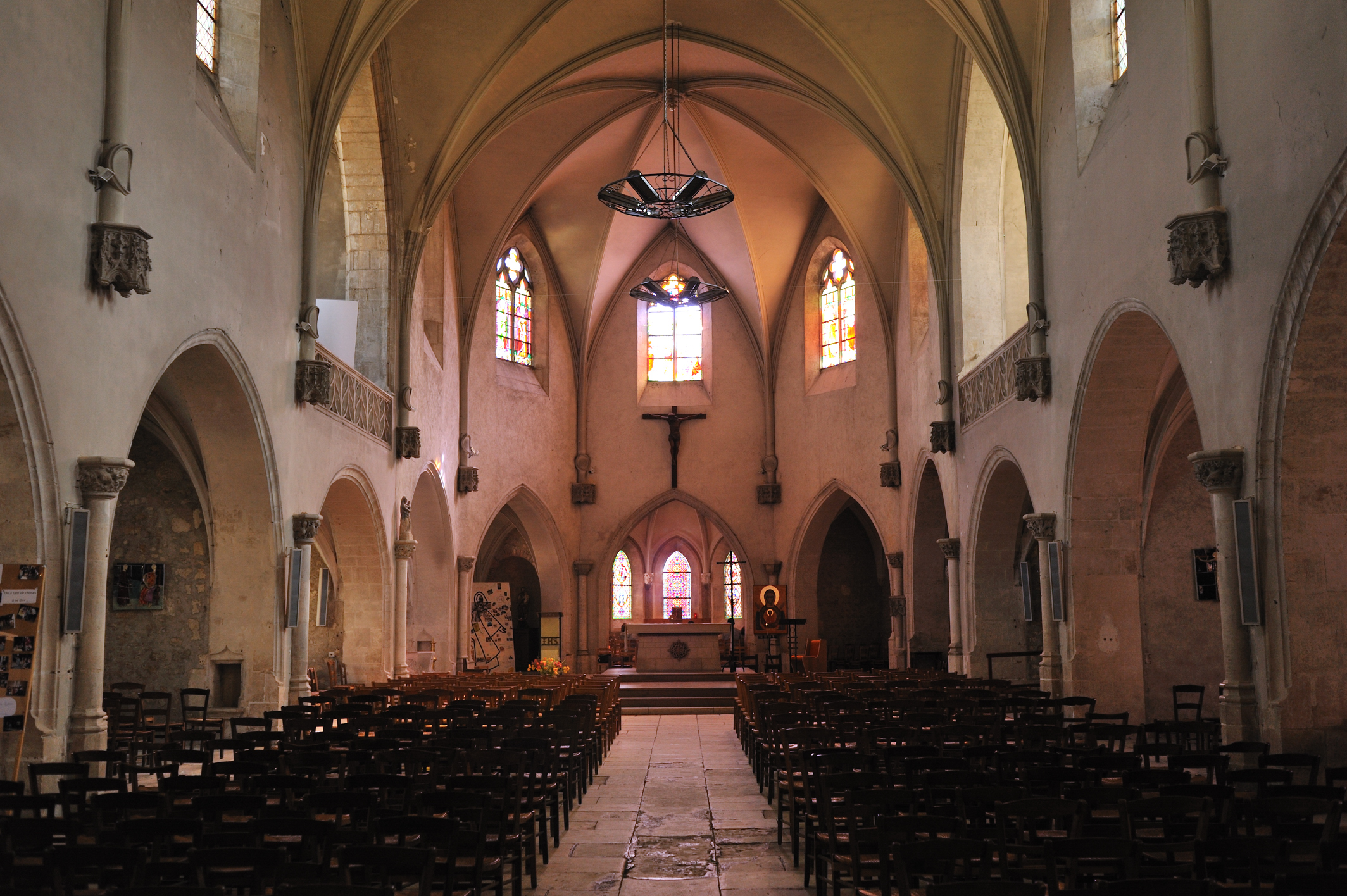
La nef, en 2010.

## Description
Sur les consoles des chapiteaux figurent de gracieux anges musiciens et, dans la nef hexagonale, de magnifiques voûtes présentant des arètes armoriées. L'ensemble a été restauré au XIXe siècle.
L'intérieur de l'église a été restauré au XXe siècle. La plupart des statues ont été enlevées. On peut y voir un beau chemin de Croix, œuvre de Jorge Carrasco.

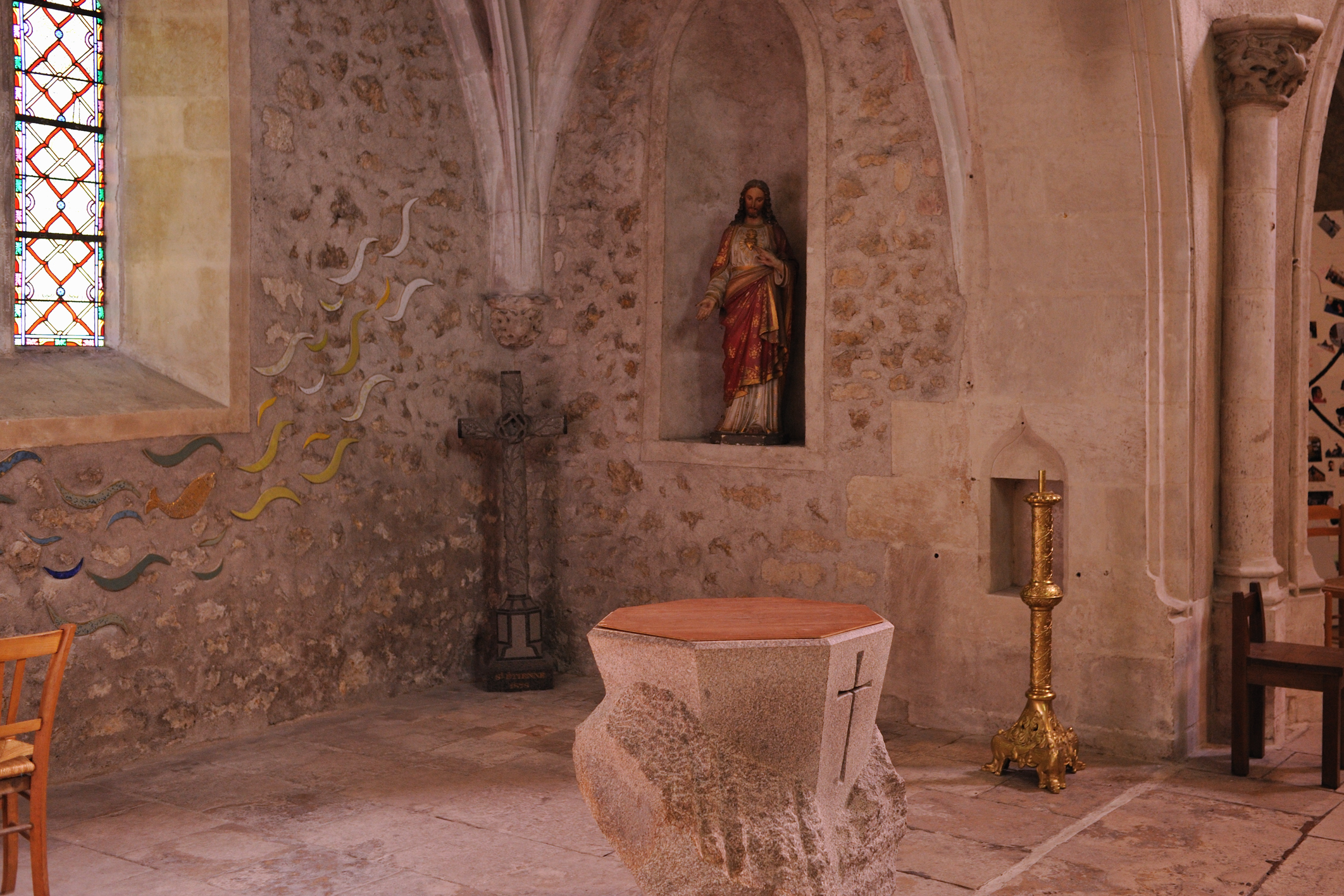
La nef, en 2010.

L'église a un orgue de tribune construit par Aristide Cavaillé-Coll de 1863 à 1867. Il a été installé dans l'église en 1916, provenant d'un lieu qui n'est pas certain, peut-être la chapelle du Sacré-Cœur de Bourges. La console comporte deux claviers (grand orgue, 4 jeux ; récit expressif, 4 jeux) et un pédalier à l'allemande. Sa partie instrumentale est classée depuis 2009 par les Monuments historiques.

## Galerie de photographies

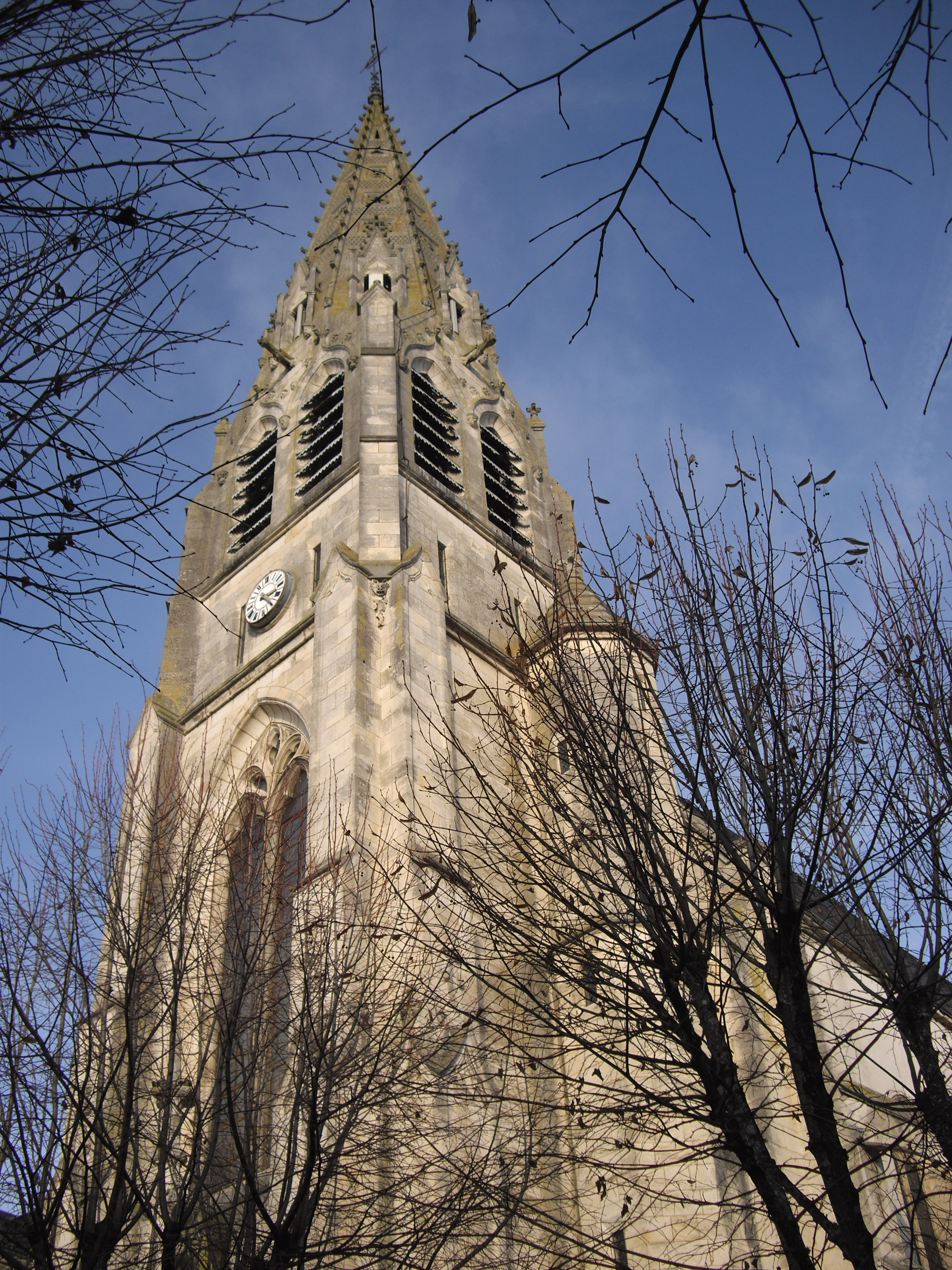
Le clocher, en 2005.
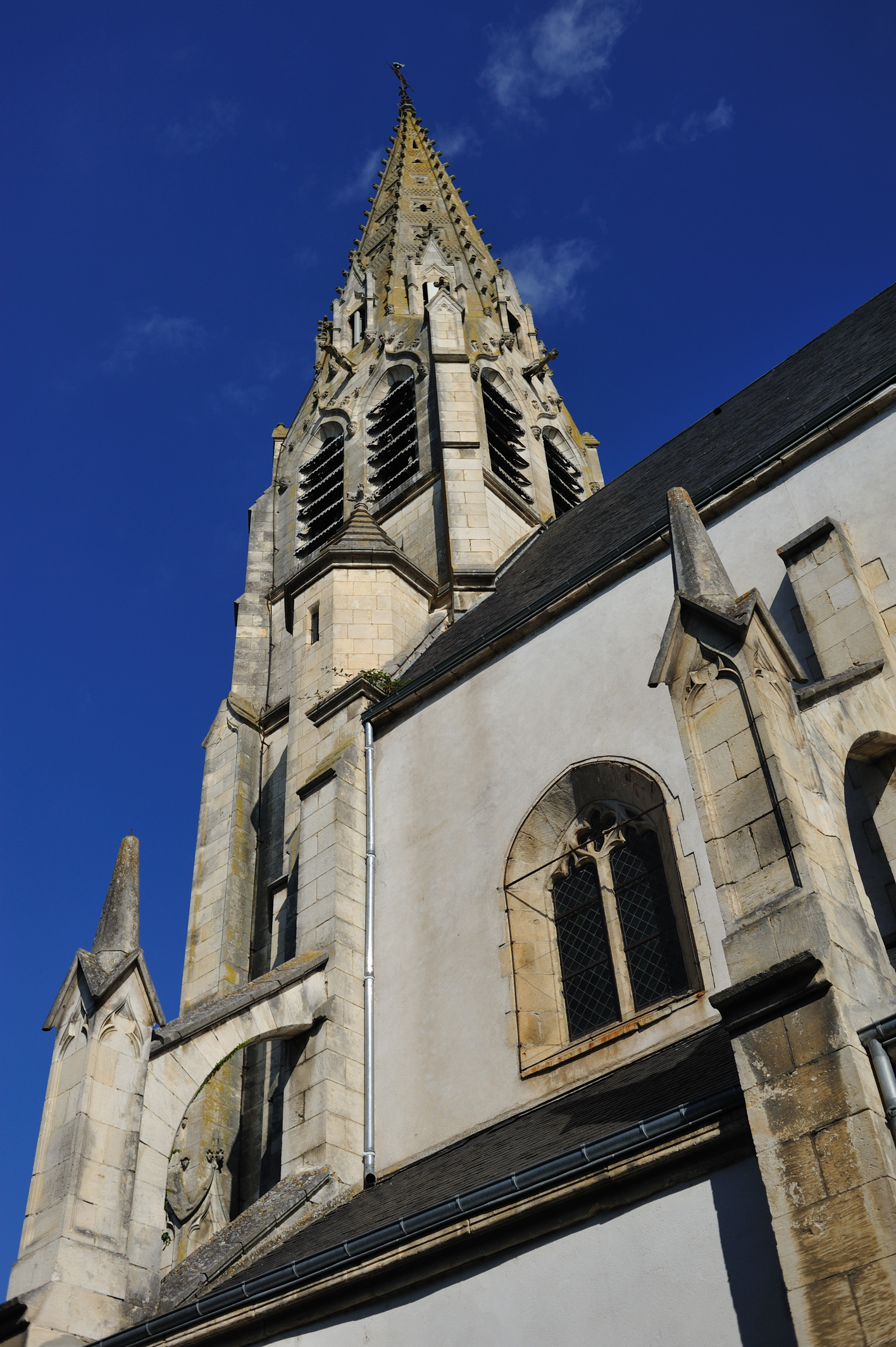
Le clocher, en 2010.
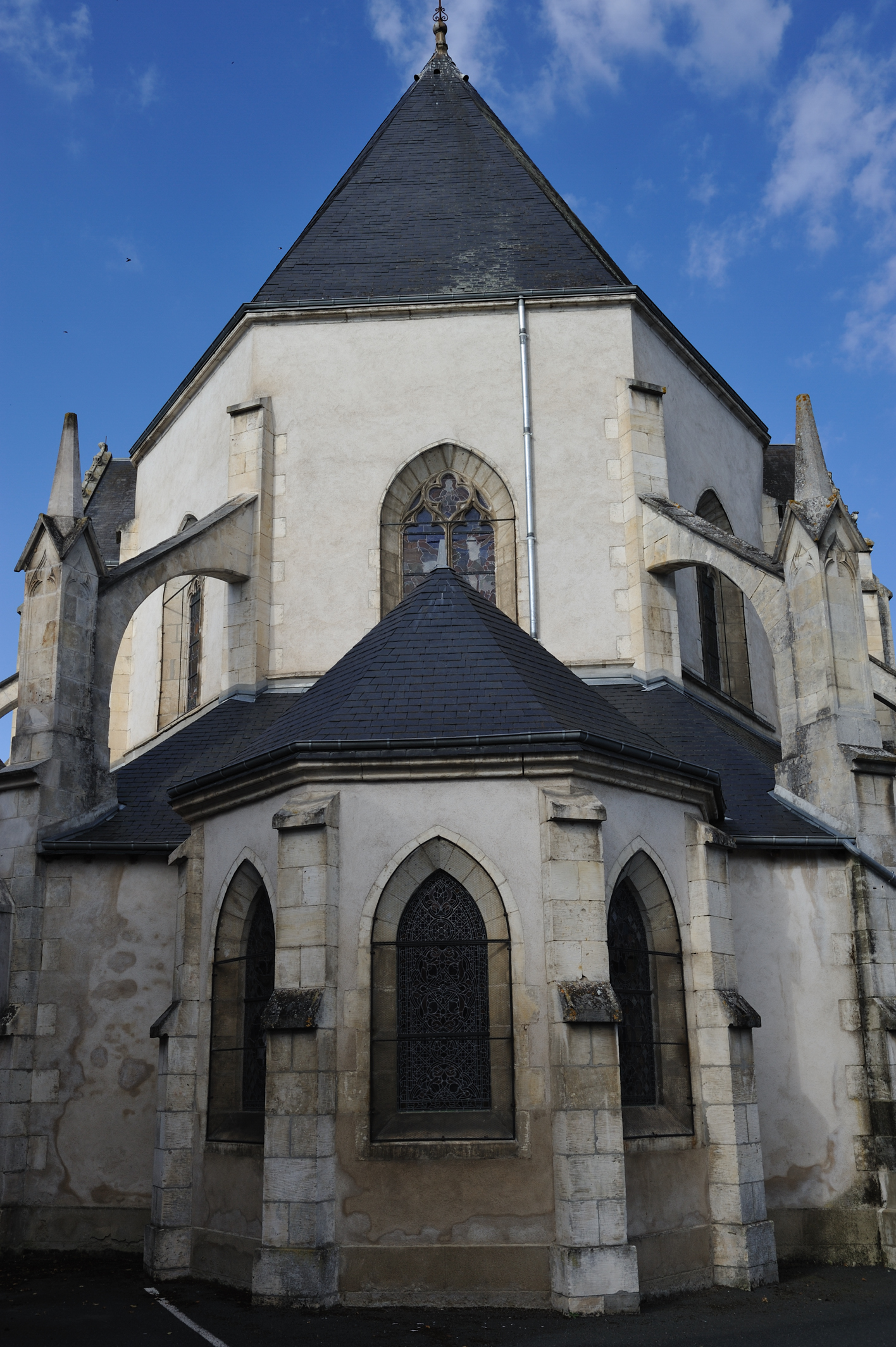
L'église Saint-Sauveur, en 2010.
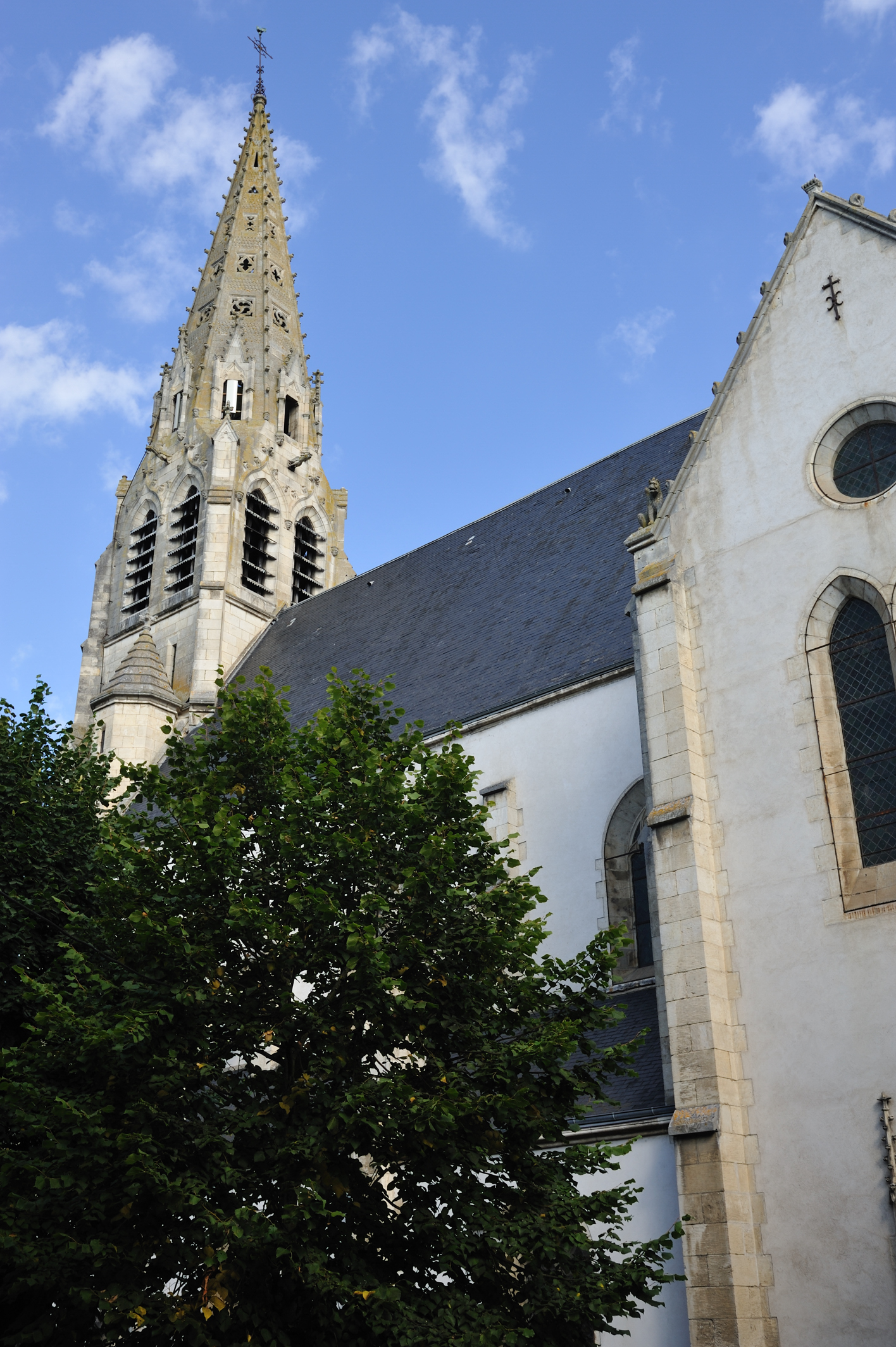
Adoration des bergers, en 2010.
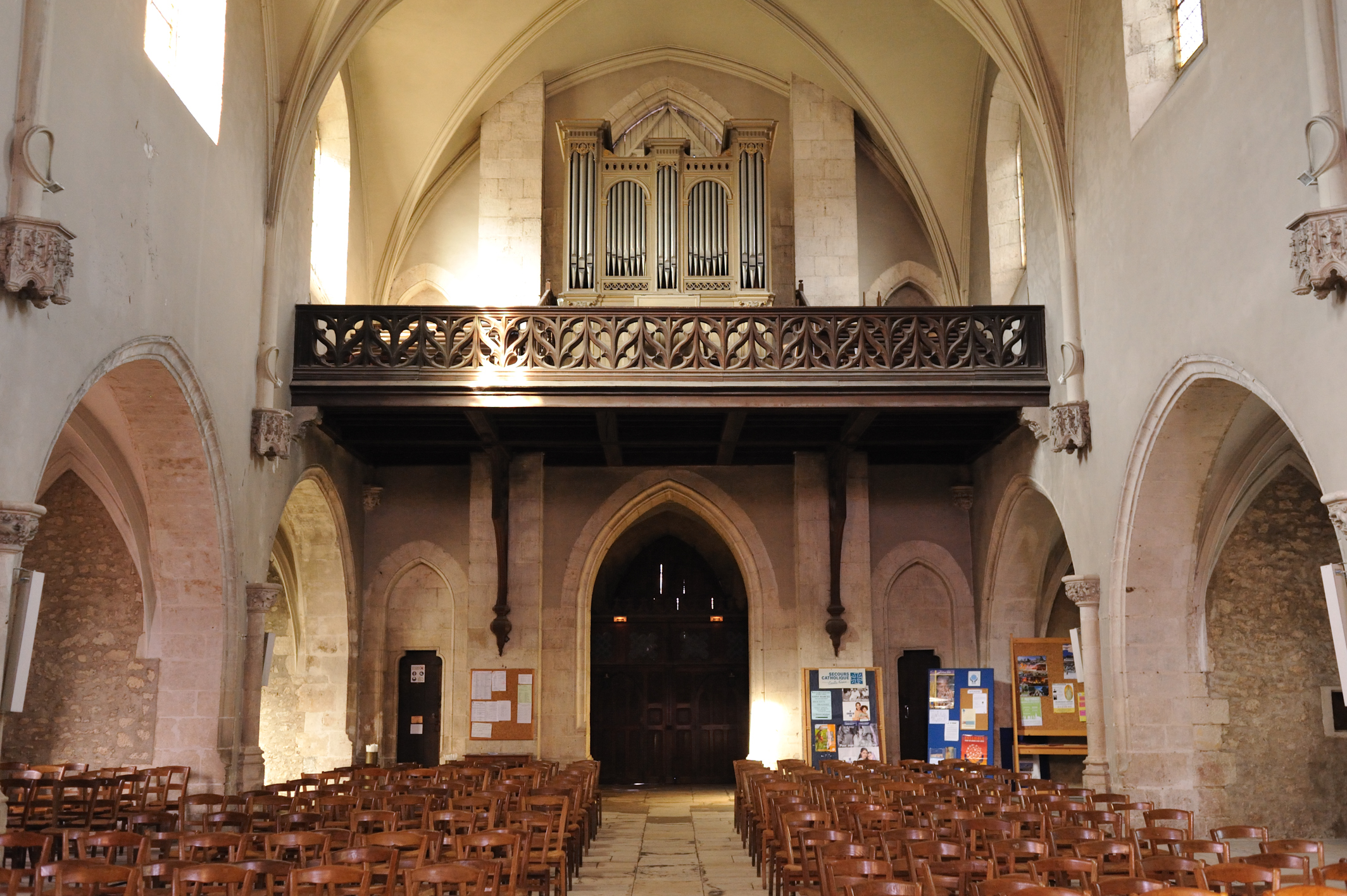
L'église Saint-Sauveur, en 2010.